# Чортове насіння
«Чортове насіння» («Velnio sėkla») — радянський художній фільм 1979 року, знятий режисером Альгімантасом Пуйпою на Литовській кіностудії.

## Сюжет
Події фільму відбуваються на початку ХХ ст. Хлопчика Йоніса продають на службу до багатія Баніса. Послужливий Йоніс отримує прізвисько «Чортове насіння», хоча жодних нарікань з боку господарів не має і дуже подобається юній Тересе. Але одруження не входить до його планів. З російсько-японської війни Йоніс повертається кульгавим, одружується з вдовою Баніса і стає повноправним власником багатого господарства. Фільм дубльований на кіностудії «Ленфільм».

## У ролях
- Еугенія Плешкіте — Морта
- Костас Сморігінас — Йоніс
- Вітаутас Паукште — Баніс
- Інесса Сауліте — Тересе
- Бронюс Талачка — Катілюс
- Альбертас Барташюнас — Генюс, молодий наймит
- Альгірдас Латенас — Зігфрід, німецький дезертир
- Нійоле Мирончикайте — Юзе, повитуха
- Ляонас Маляцкас — лікар
- Аурімас Бабкаускас — гість на весіллі
- Кароліс Дапкус — гість на весіллі
- Альфредас Дукшта — епізод
- Фердинандас Якшіс — гість на весіллі
- Юозас Ярушявічюс — Семашка
- Римгаудас Карвяліс — Гриша
- Ю. Киркілайте — сестра Генюса
- Альгірдас Кубілюс — епізод
- Едуардас Кунавічюс — вітчим Йоніса
- Генрікас Кураускас — коваль
- Римантас Недзвецкас — епізод
- Йонас Пакуліс — епізод
- Гінтаутас Печюра — епізод
- Відас Петкявічюс — Федір
- Гедимінас Пранцкунас — епізод
- Альгірдас Паулавічюс — Пятрас, брат Катилюса
- Владас Радвілавічюс — епізод
- Сігітас Рачкіс — епізод
- Сігітас Рамяліс — епізод
- Вітаутас Румшас — епізод
- Едгарас Савіцкіс — інтелігент
- Арунас Сторпірштіс — епізод
- Хенрікас Шатунас — епізод
- Олександр Шиманскіс — епізод
- Д. Шимкунайте — епізод
- Юозас Жибуда — епізод
- Фелікс Ейнас — поліцмейстер
- Яніна Лапінскайте — епізод
- Еймутіс Бразюліс — епізод

## Знімальна група
- Режисер — Альгімантас Пуйпа
- Сценарист — Вітаутас Жалакявічюс
- Оператор — Донатас Печюра
- Композитор — Олег Каравайчук
- Художник — Альгірдас Нічюс